# Rathymus
Rathymus is een geslacht van kevers uit de familie van de loopkevers (Carabidae). De wetenschappelijke naam van het geslacht is voor het eerst geldig gepubliceerd in 1831 door Dejean.

## Soorten
Het geslacht Rathymus omvat de volgende soorten:
- Rathymus carbonarius Dejean, 1831
- Rathymus melanarius Klug, 1853
- Rathymus saganicola (G.Muller, 1941)